# BZZTôH
BZZTôH est une maison d'édition néerlandaise fondée le 24 février 1970 à La Haye.

## Historique
BZZTôH est nommé d'après le bruit présumé du couteau que la guillotine fait dans son voyage à destination et à son arrivée sur le billot.

## Auteurs publiés
- Drs. P
- Ivo de Wijs
- Dick Mol
- Ngaio Marsh
- Chaïm Potok
- Stephen Ambrose
- Cees van der Pluijm (Paul Lemmens)
- Hilde van der Ploeg
- Judith Herzberg
- Ben Holthuis
- Paul Van Zummeren
- Charles Schwietert
- Chris Veraart
- Yolanda

## Source de traduction
- (nl) Cet article est partiellement ou en totalité issu de l’article de Wikipédia en néerlandais intitulé « BZZTôH » (voir la liste des auteurs).